# Pfarrkirche Stadl an der Mur

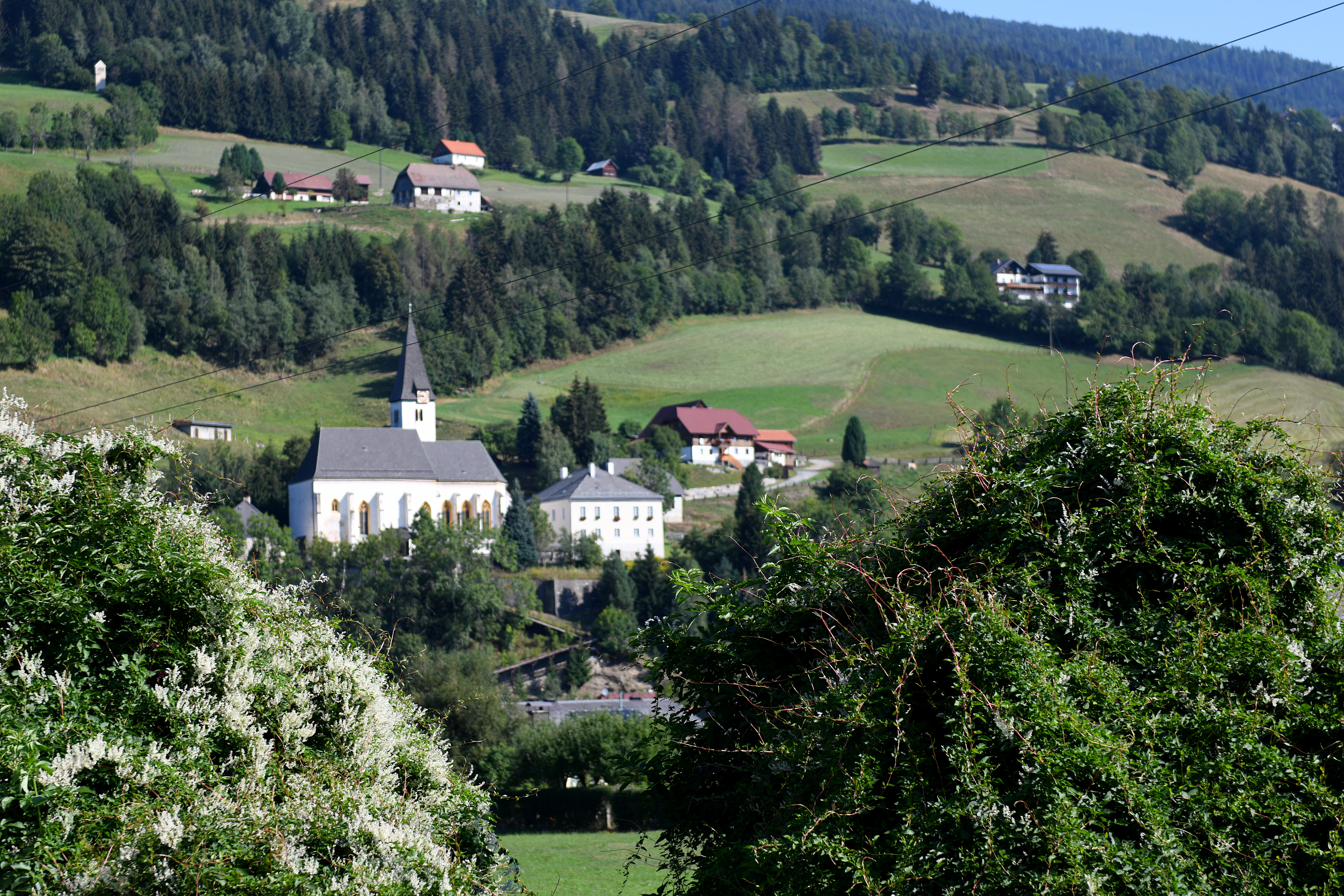
Katholische Pfarrkirche hl. Johannes der Täufer in Stadl an der Mur

Die römisch-katholische Pfarrkirche Stadl an der Mur steht an einem Hang nördlich der Ortschaft Stadl an der Mur in der Gemeinde Stadl-Predlitz im Bezirk Murau in der Steiermark. Die dem Patrozinium des heiligen Johannes des Täufers unterstellte Pfarrkirche gehört zur Region Obersteiermark West (Dekanat Murau) in der Diözese Graz-Seckau. Die Kirche und der Kirchhof stehen unter Denkmalschutz (Listeneintrag).

## Geschichte
Urkundlich wurde 1180 eine Kirche genannt.
Teils unter Verwendung romanischer Mauern entstand von 1473 bis 1505 der spätgotische Kirchenbau. 1972/1973 gab es eine Restaurierung.

## Architektur
Der Kirchenbau zeigt an der Nordwand des Chores die Jahreszahl 1495 und an einem südlichen Strebepfeiler 1473. Es gibt abgetreppte Strebepfeiler und am Chor auch ein verkröpftes Kaffgesims. Es gibt zweibahnige Maßwerkfenster. Die Fenster im Chorschluss wurden 1792 barockisiert, ebendort befinden sich Glasgemälde von Gottlieb Schuller 1941. Der Turm nördlich des Chores hat gekuppelte rundbogige Schallfenster und trägt einen vierseitigen Spitzhelm. Die Sakristei südlich des Chores ist neu. Das West- und Südportal sind gotisch. Die ursprüngliche Tür des Südportales wurde in den Judenburger Stadtturm übertragen.
An der Südwand der Kirche befindet sich ein Fresko des hl. Christophorus in Renaissanceformen um 1520/1530, das 1973 freigelegt wurde.
Das Langhaus ist vierjochig. Der schmale Fronbogen ist profiliert und hat links eine Wappenkonsole mit einem Meisterzeichen. Der leicht eingezogene und nach Norden aus der Achse gerückte Chor hat einen Fünfachtelschluss. Die Kirche hat überall Netzrippengewölbe mit Dreiparallelrippen auf Dreivierteldiensten auf abgefasten Wandvorlagen. Die Schlusssteine im Chor zeigen das Lamm Gottes, Haupt des Johannes, Rosetten und einen Wappenschild mit 1505. Das spitzbogige Sakristeiportal im Chor ist verstäbt. Die vorschwingende hölzerne Westempore auf balusterartigen Pfeilern hat eine marmorierte Brüstung mit einem Rokoko-Ornament aus dem dritten Viertel des 18. Jahrhunderts.

## Einrichtung
Der Hochaltar von 1792 zeigt das Altarblatt Taufe Christi von Johann Lederwasch 1792 und trägt eine neugotische figürliche Kreuzgruppe. Seitlich stehen lebensgroße Statuen der Heiligen Peter und Paul vom Bildhauer Johann Reiter 1794.
Der kleine Marienaltar von 1654 wurde 1954 aus Pusarnitz in Kärnten erworben. Die Kanzel um 1700 mit Akanthusornament hat einen Korb mit Evangelistenbildern, am Schalldeckel befindet sich ein Posaunenengel.
Vierzehn josephinische Kreuzwegbilder aus dem letzten Viertel des 18. Jahrhunderts in der Art des Johann Lederwasch sind aus St. Ruprecht ob Murau und wurden 1973 restauriert.
Es gibt Glocken aus der Mitte des 14. Jahrhunderts und eine Glocke vom Villacher Hieronymus Egker 1554.

## Kirchplatz
Es gibt einen römischen Inschriftstein und ein rundes Becken des spätgotischen Taufsteins.